# Hrádek (okres Rokycany)
Hrádek (katastrální území a železniční zastávka nesou název Hrádek u Rokycan, německy Hradek) je město v okrese Rokycany v Plzeňském kraji. Leží při říčce Klabavě zhruba pět kilometrů jihovýchodně od Rokycan. Žije v něm přibližně 2 800 obyvatel. Městem vede železniční trať 175 Rokycany–Nezvěstice.

## Historie

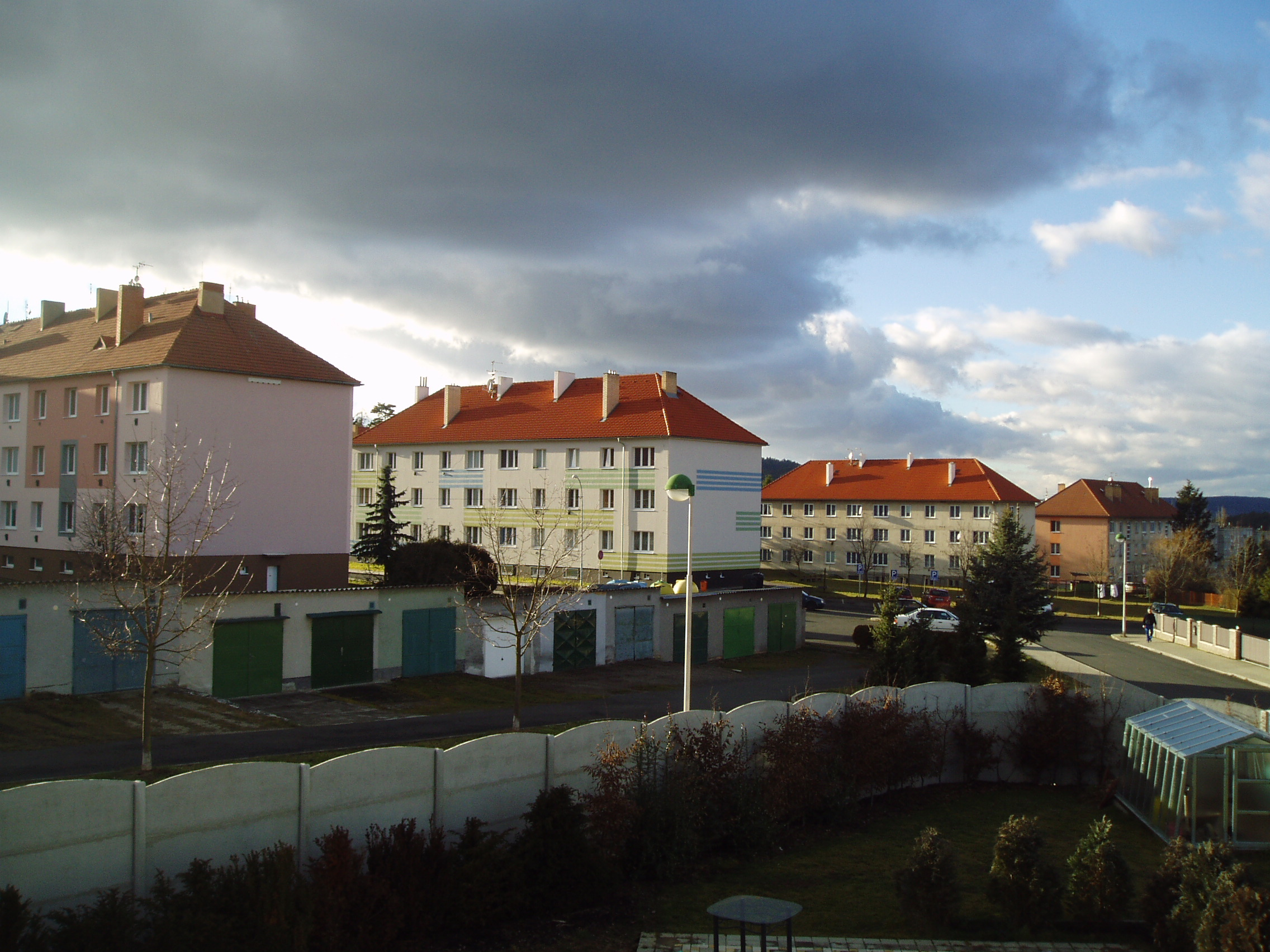
Původní domy železárenských dělníků

První písemná zmínka o městě Hrádek (Hradek) se vyskytuje v listině z listopadu 1325, jíž král Jan Lucemburský daroval několik „vesnic v Plzeňském kraji, toho času pustých“ (vilas sitas in Pilsnensi provincia nunc desertas), totiž Dobřív, Hrádek a Kuškov (dnes zaniklý), Petrovi z Rožmberka. Z uvedené zmínky tak vyplývá, že Hrádek musel existovat již nějakou dobu před tímto datem.
Zejména už předtím byly podél Padrťského potoka (dnešní Klabavky) postaveny vodní hamry, proto má železárenství v Hrádku u Rokycan dlouhou tradici. Hamry okolo potoka se však v Hrádku nezachovaly, jediný zachovalý hamr se nachází 4 km daleko v obci Dobřív. V hamrech se původně vyráběly hřebíky a v roce 1900 byla v městské části Nová Huť postavena železárna. Je to velký komplex budov, do jehož areálu vede potok i železniční vlečka. První bytové domy pro dělníky železáren byly na třídě 1. máje postaveny v 1. polovině 20. století. Mají obdélníkový tvar, střechy jsou valbové bez střešních štítů, na omítce jsou občasně sgrafita. Domy jsou dvouvchodové, jediný čtyřvchodový je panelový dům s výtahem v Učňovské ulici, ale ten nebyl postaven v době rozkvětu železáren. Některé domy mají již novou omítku, zateplení a střechu.

## Obyvatelstvo
| Rok            | 1869 | 1880 | 1890 | 1900 | 1910 | 1921 | 1930 | 1950  | 1961  | 1970  | 1980  | 1991  | 2001  | 2011  | 2021  |
| -------------- | ---- | ---- | ---- | ---- | ---- | ---- | ---- | ----- | ----- | ----- | ----- | ----- | ----- | ----- | ----- |
| Počet obyvatel | 691  | 780  | 660  | 612  | 689  | 758  | 933  | 1 147 | 2 174 | 2 859 | 3 358 | 3 052 | 2 900 | 2 844 | 2 722 |
| Počet domů     | 77   | 86   | 85   | 82   | 87   | 98   | 172  | 229   | 319   | 342   | 376   | 412   | 437   | 486   | 506   |

## Městská správa
V roce 1869 Hrádek byl osadou města Mirošov v okrese Plzeň. Od roku 1880 je obcí v okrese Plzeň (1880–1890) a později v okrese Rokycany. V roce 1975 byla obec povýšena na město.

### Části města
- Hrádek
- Nová Huť

### Městské symboly
Znak a vlajka byly městu uděleny rozhodnutím předsedy Poslanecké sněmovny Parlamentu České republiky dne 19. února 1998.

## Pamětihodnosti
- Přírodní památka Hrádecká bahna, vlhké louky se vzácnou květenou, severovýchodně od města mezi železniční tratí a Klabavou.

## Osobnosti
- Vladimír Jirásek (1933–2018), vodní slalomář